# Comunitatea Insulelor Mariane de Nord
Insulele Mariane de Nord (în engleză Northern Mariana Islands) formează un teritoriu neîncorporat al Statelor Unite ale Americii, aflat în Arhipelagul Marianelor din Oceanul Pacific.
Insulele sunt amplasate în Oceanul Pacific, la sud de Japonia și la nord de Guam (cea mai mare insulă din Arhipelagul Marianelor). Apele din jurul acestor insule vulcanice și de coral reprezintă o destinație turistică populară printre scafandrii profesioniști.

## Geografie
Marianele de Nord cuprind un lung șir de insule, în parte muntoase, care se întind în sudul Japoniei și la est de Filipine.
Această regiune are 15 insule ce se întind pe o suprafață de 500 km². Dintre ele, cele mai importante sunt insulele Tinian (101 km²), Saipan (122 km²) și Rota (83 km²). Mult mai la sud se află Guam.
Datorită poziției geografice, în apropierea tropicelor, se înregistrează temperaturi înalte pe tot cuprinsul anului. Insulele Mariane sunt influențate de alizeele de nord-est, care aduc o briză ușoară și provoacă o scădere a temperaturilor medii. Anotimpul ploios durează din iulie până în octombrie. Cantitatea de precipitații scade de la sud la nord și se încadrează între 2000 și 4000 mm.

## Populație
Din totalul populației, 86% nu au limba engleză ca limbă maternă, ci vorbesc limbile uzuale din Micronezia și Polinezia. Doar șase dintre insule sunt locuite. În afară de polinezieni, care își spun chamorros, populația se mai compune și din polinezieni care au migrat pe insule. Mulți polinezieni sunt descendenți ai populației băștinașe care s-au înrudit prin căsătorie cu filipinezi, iar alții au strămoși spanioli.
Majoritatea locuitorilor sunt de religie creștină, în special romano-catolică. Totuși, ceremoniile religioase reflectă amestecul de credințe catolice și ritualuri străvechi ale băștinașilor. De asemenea, puternica influență americană se reflectă în viața cotidiană.

## Istoric
În anul 1521 Magellan este primul european care ajunge în insulele Mariane, denumindu-le Islas de los Ladrones (insulele hoților), deoarece băștinașii au furat diferite obiecte de pe corăbiile portughezilor. Insulele intră sub stăpânire spaniolă din anul 1667, fiind numite în onoarea reginei Mariana de Austria, soția regelui Filip al IV-lea al Spaniei.
După războiul americano-spaniol, Spania cedează SUA partea sudică a insulelor, iar partea nordică este vândută la data de 12 februarie 1899 Germaniei.
După primul război mondial, insulele Mariane trec sub control japonez, iar după al doilea război mondial, prin hotărârea ONU, insulele trec sub controlul SUA. Din anul 1978, Insulele Mariane de Nord formează un Commonwealth (noțiune ce desemnează o confederație de state formată din foste colonii, o uniune politică benevolă de state suverane și independente) cu Statele Unite, din 1986 beneficiind de autonomie internă din anul 1986. Insula Guam a rămas teritoriu dependent, cu autonomie limitată, sub controlul direct al SUA, aici aflându-se o importantă bază militară americană.

## Economie
Venitul economic principal provine din turism.
Sistemul politic cuprinde un parlament compus din două camere, cu un senat cu 9 membri și cameră reprezentativă compusă din 16 membri și un guvernator ales. Cetățenii din Insulele Mariane de Nord nu au drept de alegători în SUA.